# Филютино
Филютино — деревня в Вологодском районе Вологодской области.
Входит в состав Новленского сельского поселения, с точки зрения административно-территориального деления — в Новленский сельсовет.
Расстояние по автодороге до районного центра Вологды — 65 км, до центра муниципального образования Новленского — 5 км. Ближайшие населённые пункты — Горбово, Еремеево, Горка-Ильинская, Ермоловское.
По переписи 2002 года население — 112 человек (52 мужчины, 60 женщин). Преобладающая национальность — русские (98 %).